# Cinema do Líbano

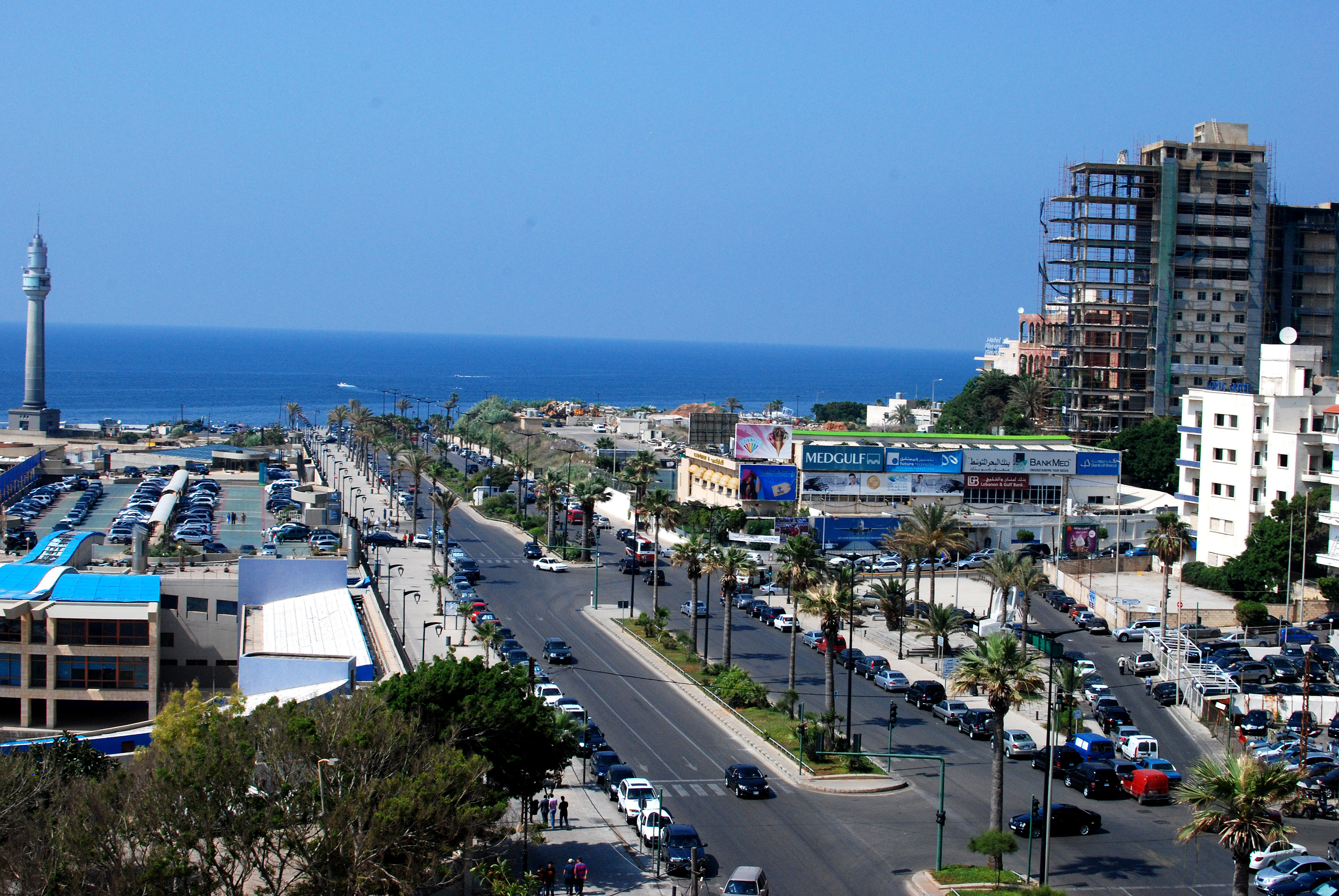
Beirut, a capital do Líbano, é o epicentro da produção cinematográfica do país asiático, uma das cidades com maior projecção do cinema árabe e o local de filmagem de várias produções internacionais.

O cinema do Líbano, segundo o crítico e historiador Roy Armes, é o único cinema do mundo árabe, à parte do egípcio, que poderia constituir uma indústria cinematográfica nacional. O cinema no Líbano tem existido desde a década de 1920 e, desde então, produziram-se neste país mais de 500 filmes.
Apesar de ter havido um aumento constante na produção de filmes desde o final da Guerra Civil do Líbano, o número de filmes produzidos anualmente segue sendo relativamente pequeno em comparação com o que costumava ser na década de 1960 e a indústria segue dependendo em grande parte do financiamento estrangeiro, principalmente de países da Europa e da própria União Europeia. A indústria também continua a depender dos rendimentos de bilheteira internacional devido ao tamanho limitado do mercado interno.
Apesar disto, as produções cinematográficas locais têm desfrutado de um grau de sucesso local e internacional. O filme de Ziad Doueiry O insulto foi nomeado para um Prémio Óscar na categoria de melhor filme de língua não inglesa, na edição número noventa. Três produções de Nadine Labaki têm sido exibidas no Festival de Cinema de Cannes, começando com Caramel na Quinzena dos Realizadores. O seu segundo filme, Onde vamos agora?, foi apresentado na secção Um Certain Regard e mais tarde ganhou o prémio do público no Festival Internacional do Cinema de Toronto. Cafarnaúm, o seu terceiro filme, foi nomeado para uma Palma de Ouro em Cannes.

## História

### Mandato francês
Têm existido cinemas no Líbano desde a década de 1920 e registou-se um forte aumento no número de salas de cinema entre 1923 e 1929. No final da década, as salas de cinema eram um lugar comum em Beirut e algumas eram utilizadas como local de reuniões políticas. Por exemplo, em 1925, o Partido Comunista reuniu-se no Cinema Crystal em Beirut. Os cinemas revelaram-se tão populares que em 1931 se realizou uma marcha estudantil exigindo que os preços das entradas fossem mais económicos. Para competir contra a indústria de Hollywood, a França decretou que todos os filmes norte-americanos importados para o Líbano fossem dublados para o idioma francês.[11]

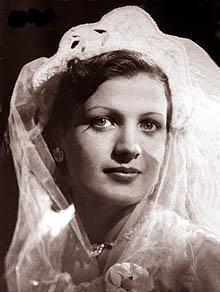
Mary Queeny, actriz libanesa que fez a sua carreira no cinema egípcio.

O primeiro filme local, The Adventures of Elias Mabruk, foi produzido em 1929. Trata-se de um filme mudo dirigido por Jordaniano Pidutti,bum imigrante italiano que trabalhava como condutor para a distinta família Sursock antes de dedicar a sua vida à produção e direcção de cinema. The Adventures of Elias Mabruk conta a história de um emigrante libanês que regressa ao seu país após uma longa e caótica estadia na América à procura da sua família. A história deste emigrante capturou sentimentos nostálgicos num país onde esta situação era uma realidade comum e se converteu num tema recorrente no cinema libanês. A segunda produção do jordano Pidutti foi The Adventures of Abu Abed, uma comédia considerada como o primeiro filme feito na sua totalidade com fundos provenientes do país. Foi financiado por Rachid Ali Chaaban, quem também encarregou-se de protagonizar o filme.
Mulheres libanesas como Assia Dagher e Mary Queeny foram pioneiras do cinema egípcio. No Líbano, a Herta Gargour, que dirigiu o estudio de cinema Luminar Films, atribui-se-lhe grande parte da realização de filmes no Líbano justamente após a era do cinema mudo. In the Ruins of Baalbeck (1936), produzido por Luminar Filmes, foi o primeiro filme com som realizado no país e foi um sucesso económico e de audiência. Dirigido por Julio De Luca e Karam Boustany, narra a história de amor de um príncipe local que se apaixona por uma estrangeira. É também considerado o primeiro filme árabe no qual se utiliza o dialecto árabe libanês.
Ali Al-Ariss converteu-se no primeiro libanês a dirigir seu próprio filme, titulado The Rose Seller em 1940, seguido por Planet of the Desert Princess. Também se fizeram documentários durante este período, contudo estes não superaram a censura francesa.

### Pós-independência
Depois da independência do Líbano, os cineastas começaram a utilizar temáticas locais nos seus filmes como a vida rural e o folclore. Durante este período, o Líbano foi testemunha do auge económico que converteu a sua capital, Beirut, no centro financeiro do Mediterrâneo Oriental. O sucesso económico do país, somado à presença de 38 bancos e de uma sociedade aberta, multi-cultural e liberal, fez do país uma opção de produção alternativa ao Egipto, que nesse momento era o centro cinematográfico do mundo árabe. Adicionalmente, «o Líbano contava com as melhores opções técnicas» para a produção cinematográfica. Em 1952 criaram-se estúdios totalmente equipados, como o estudio Haroun, propriedade de Michel Haroun, e o estudio Al-Arz.
Durante a primeira metade do século XX, o cinema libanês manteve-se estreitamente associado com o cinema egípcio. Além de exportar numerosos actores e actrizes libaneses como Nour Al Hoda e Sabah Fighali, bailarinas de ventre como Badia Massabni e produtores como Assia Dagher, os revendedores libaneses monopolizaram a exportação de filmes egípcios entre as décadas de 1930 e 1970.
O primeiro filme libanês em selecção no Festival de Cinema de Cannes foi Ila Ayn? de Georges Nasser, estreado em 1958. Apesar do seu sucesso no estrangeiro e de ter sido exibido em numerosos festivais, os cinemas do Líbano tiveram dúvidas em projectar o filme, dando-lhe somente uma projecção limitada no Cinema Ópera. No seu sexagésimo aniversário, o filme foi restaurado e projectado como parte do evento Cannes Classics em 2017. A obra de George Nasser tem sido mais apreciada nos últimos anos, e o cineasta, que ensina na Academia Libanesa de Belas Artes, tem sido elogiado constantemente, inclusive no Festival de Cinema de Tripoli, celebrado em sua honra no ano 2017.
As co-produções com o Egipto e com a Síria eram também comuns neste período, considerado como a «Idade Dourada» da indústria cinematográfica libanesa. Adicionalmente, os produtores libaneses desempenharam um papel influente nas primeiras etapas de produção do cinema iraquiano entre 1945 e 1951.

#### A Idade Dourada

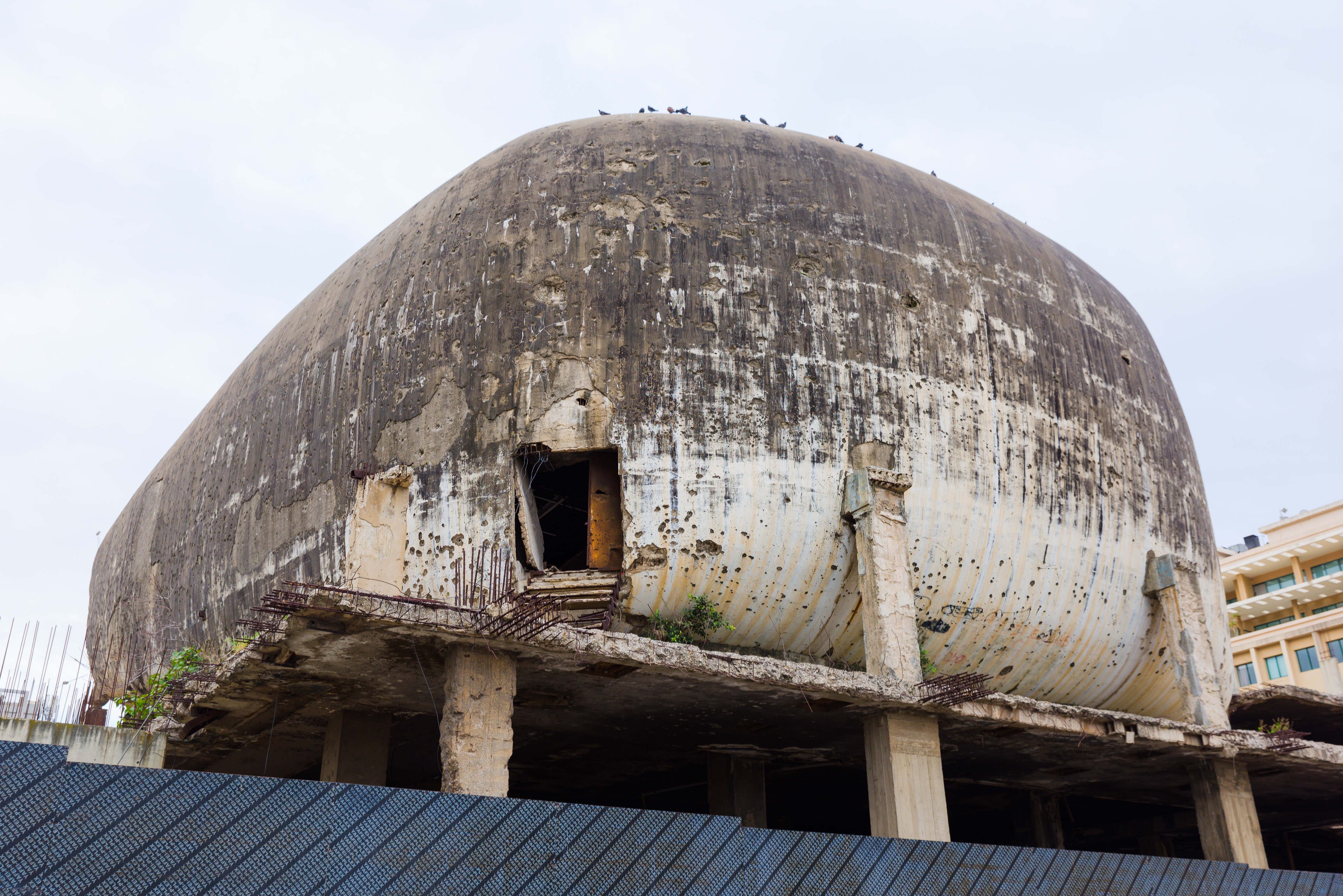
The Dome, sala de cinema construída em Beirut em 1965 mas nunca terminada.

A indústria cinematográfica seguiu prosperando na década de 1960. Depois de que Gamal Abdel Nasser nacionalizara a indústria do cinema no Egipto em 1963, muitos produtores, directores e empresários como Youssef Chahine mudaram-se para o Líbano. A migração da produção cinematográfica para Beirut marcou o começo da chamada «Idade Dourada», convertendo o Líbano no palco de quase todos os filmes egípcios e estabelecendo a indústria cinematográfica libanesa como a segunda maior do mundo árabe. Beirut rivalizou com o Cairo como a cidade dominante do cinema árabe, e inclusive a substituiu brevemente como o epicentro do mesmo; no entanto, os filmes produzidos nos anos 60, na sua maior parte, careciam de um sentido de identidade nacional e eram meramente produções comerciais, dirigidas a um público pan-árabe. Por exemplo, o cineasta libanês Mohammed Selmane produziu uma série de longas-metragens com temática beduína, como Beduíno em Paris  (1964) e Beduíno em Roma (1965), ambas protagonizadas por Samira Tawfiq e dirigidas não só às audiências locais, mas também ao público sírio, iraquiano e jordano. Mohamed Selmane, que formou-se no Egipto e regressou ao seu país para realizar 30 filmes em 25 anos, foi um dos directores mais prolíficos da época.
Os musicais dos irmãos Rahbani protagonizados por Fairuz foram uma excepção aos filmes que careciam de identidade nacional. Os filmes de Rahbani abordavam temas nostálgicos da vida nas aldeias da Cordilheira do Líbano. A nostalgia converteu-se numa temática comum nas produções libanesas desde 1929. Apesar de muitos filmes dos anos 60 serem filmados na língua vernácula egípcia para atender ao grande mercado desse país, as produções dos irmãos Rahbani foram filmadas no dialecto libanês. The Seller of Rings (1965), ambientado numa aldeia maronita e cheia de elementos folclóricos, foi uma adaptação de uma das suas operetas ao grande ecrã. Outro filme de Rahbani, Safar Barlik, ambientado em 1912, representa a luta do Líbano contra a ocupação otomana. O filme começou a apresentar-se continuamente na televisão libanesa, especialmente no Dia da Independência.

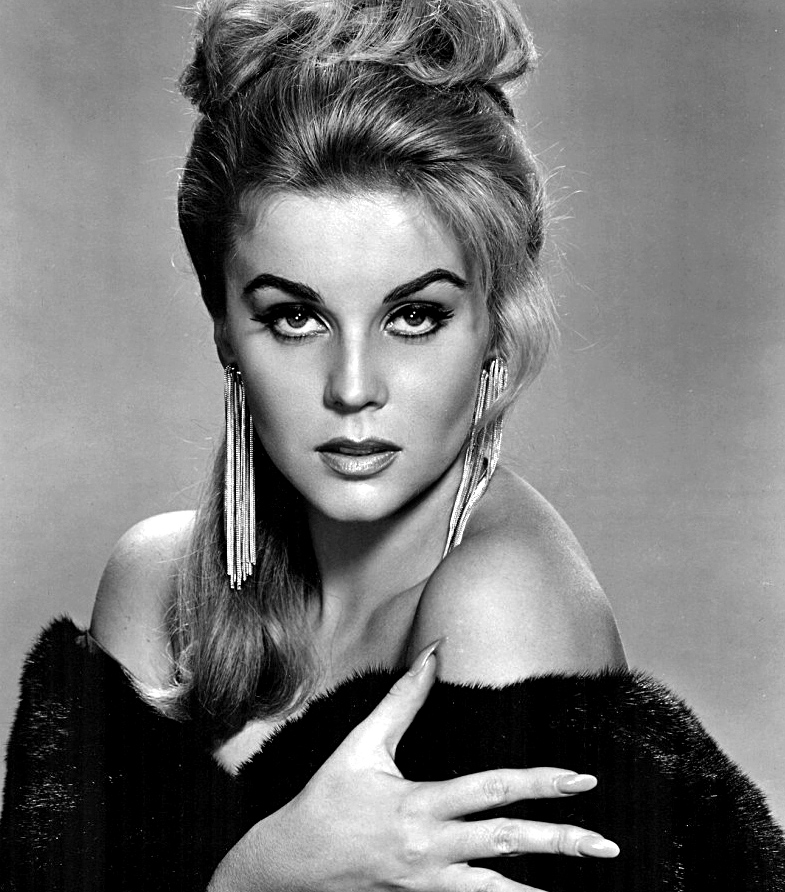
Ann-Margret, reconhecida actriz sueca, protagonizou o filme Labirinto, filmado em vários locais de Beirut, em 1972.

Teve outras excepções como os filmes de George Nasser e Youssef Maalouf. O segundo filme de Nasser, The Small Stranger, também foi seleccionado para participar em Cannes em 1962. Youssef Maalouf adaptou ao cinema a novela de Kahlil Gibran The Broken Wings, em 1962. Achava-se que as impressões de The Broken Wings tinham sido destruídas durante a guerra, mas uma delas foi encontrada numa igreja, e o filme, protagonizado pela actriz Nidal Al-Askhar, pôde ser restaurado.
O Líbano converteu-se, também, no local de filmagem de algumas produções internacionais. Por exemplo, em 1965, Where the Spies Are de Val Guest, protagonizado por David Niven e Françoise Dorléac, foi filmado vários locais de Beirut. Twenty-Four Hours to Kill, protagonizado por Mickey Rooney e Secret Agent Fireball, protagonizado por Richard Harrison, também foram filmados em Beirut nesse mesmo ano. Em 1966 o director alemão Manfred R. Köhler filmou o filme Agent 505: Death Trap in Beirut. A grande sauterelle de George Lautner foi filmado na capital libanesa em 1967. Labirinto, protagonizado por Ann-Margret, foi filmado no Casino du Liban em 1969. Enquanto Honeybaby foi rodada em 1974 em Beirut, os produtores do filme do agente secreto britânico James Bond O homem da pistola de ouro, parcialmente ambientado em Beirut, decidiram não filmar na capital libanesa devido aos crescentes problemas políticos que se estavam a apresentar no país.
Em 1965, a UNESCO estabeleceu o Centro de Ligação do Cinema Árabe no Centro Nacional de Cinema de Beirut, como sede regional para vincular as actividades cinematográficas de todo mundo árabe. Beirut foi também sede do primeiro festival internacional de cinema do mundo árabe em 1971. Até mediados da década de 1970, a indústria cinematográfica no Líbano florescia com um atraente mercado que se estendeu aos países vizinhos de idioma árabe. O país estava a produzir «uma série de filmes sexualmente indulgentes» como Cats of Hamra Street e The Guitar of Love em 1973, protagonizada por Georgina Rizk, a rainha da beleza libanesa que ganhou o concurso Miss Universo em 1971. Até meados da década de 1970, a indústria cinematográfica no Líbano estava florescendo com apelo de mercado que se estendia aos países vizinhos de língua árabe, já que os filmes incluíam muitas estrelas do cinema egípcio, como Paris e amor em 1972, estrelado por Salah Zulfikar e Sabah. Nos anos 1970, a assistência aos cinemas no Líbano foi a mais alta entre os países do mundo árabe.
Heiny Srour não só se converteu na primeira directora libanesa e árabe a ter seu filme a concorrer no Festival de Cinema de Cannes de 1974, mas também o seu documentário The Hour of Liberation Has Arrived foi a primeira produção cinematográfica dirigida por uma mulher que se projectou no festival.

### Guerra civil
Antes da guerra civil, 161 filmes, a maioria deles melodramas de corte comercial, foram produzidos no Líbano e exportados para vários países árabes, mas quando se despoletou a guerra civil, a produção audiovisual diminuiu drasticamente.
No entanto, apresentou-se um «surgimento de uma nova onda de cineastas libaneses entre os quais se destacaram várias mulheres». Estas cineastas, que emergiram durante este período, criaram filmes aclamados e de renome internacional. Alguns dos cineastas notáveis durante a guerra civil foram Maroun Baghdadi, Jocelyne Saab, Borhane Alaouié, Heiny Srour, Randa Chahal Sabag e Jean Chamoun. Nos anos 70 a temática mais comum das produções realizadas no Líbano era o conflito político que assolava o país. A deslocação também foi um tema recorrente, como o demonstra Beirut, o encontro de Borhane Alaouie. (1981). Os filmes deste período caracterizaram-se por uma falta de conclusão, o que reflectia a condição aparentemente interminável da guerra nesse momento.
Um dos directores mais importantes que surgiu durante esta época foi Maroun Baghdadi. Segundo Lina Khatib, autora do livro Cinema Libanês: imaginando a guerra civil e o futuro, «os filmes de Baghdadi eram considerados a pedra angular do cinema libanês». Baghdadi criou Little Wars (1982) com o apoio do reconhecido cineasta norte-americano Francis Ford Coppola. O filme foi apresentado na secção Um Certain Regard do Festival de Cinema de Cannes de 1982. Também foi exibido no Festival de Cinema de Nova York no dia 2 de outubro do mesmo ano.
Os documentários de cineastas como Jocelyne Saab, que «adoptaram um estilo principalmente jornalístico», também se desenvolveram de maneira rápida e com êxito durante este período. Documentários palestinianos e libaneses produzidos no Líbano durante os anos 1970 geraram uma onda de produção documentária em todo mundo árabe. Este tipo de filmagens contribuíram para o desenvolvimento da produção de longas-metragens nos princípios dos anos 1980.

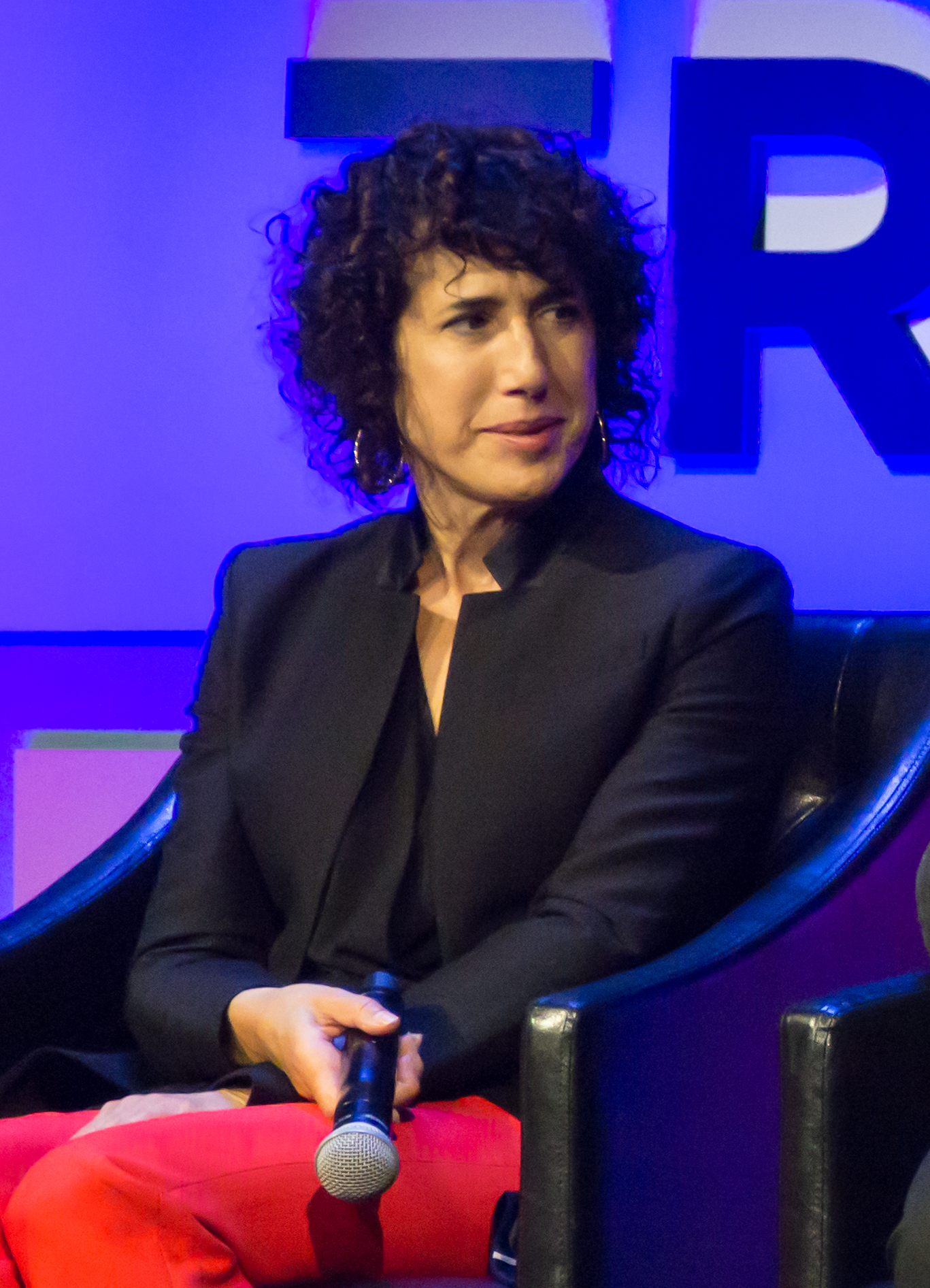
O documentário Beirut: The Last Home Movie de Jennifer Fox (na imagem), foi exibido em importantes festivais internacionais.

Muitos cineastas desta era, como Jocelyne Saab, Jean Chamoun, Randa Chahal Sabbag e Maroun Baghdadi se estabeleceram na França devido ao prolongado conflito interno no Líbano.
Beirut: The Last Home Movie é um documentário de 1987 dirigido por Jennifer Fox e filmado na histórica mansão da família Bustros, em Beirut. O documentário, que narra a história de uma das famílias mais ricas do Líbano, foi galardoado com o Prémio à Excelência em Cinematografia e ganhou o Grande Prémio do Júri Documentário no Festival de Cinema de Sundance de 1988.
Apesar da guerra, o Líbano apresentou um filme pela primeira vez a participar por um Prémio da Academia na categoria de melhor filme de fala não inglesa quando Promise of Love (1978), uma longa-metragem em idioma arménio de Sarky Mouradian, foi seleccionado para disputar este importante galardão.
Além do auge dos documentários e de filmes apresentados em festivais, em princípios dos anos 80 começou-se a produzir cinema comercial no país, numa tentativa por emular as produções de cinema B que se estavam a realizar em Hollywood nesse momento. Directores proeminentes como Youssef Charafeddine e Samir El-Ghoussaini tentavam em seus filmes levar a mente das suas audiências para o contexto da guerra. Longas-metragens como The Last Passage (1981), The Decision (1981) e The Leap of Death (1982) revelaram-se populares porque representavam uma sociedade livre de guerra onde a lei e a ordem existiam realmente.  Outros filmes de corte comercial, como Ghazl Al-Banat, incorporaram a guerra na sua narrativa. A era da produção cinematográfica comercial finalizou com a guerra do Líbano de 1982.

### Renascimento no pós-guerra
Após a guerra, Beirut emergiu de novo como um dos centros mais importantes de produção audiovisual do mundo árabe. Apesar de a produção concentrar-se principalmente na televisão, houve tentativas de reactivar a indústria cinematográfica no Líbano, especialmente por parte dos recém graduados das escolas de cinema libanesas. Apesar de as escolas de cinema serem uma raridade na região, em meados da década de 90 seis universidades de Beirut ofereciam títulos em cinema e televisão e isso atraiu a afluência de estudantes de países árabes que optaram por receber a sua formação no Líbano. O financiamento da produção cinematográfica no país, neste período, dependia principalmente do apoio estrangeiro, tanto da Europa como da diáspora libanesa.
A guerra civil foi um tema recorrente para os cineastas do país desde 1975, e esta tendência continuou no início do período do pós-guerra, onde os filmes continuavam a ser afectados tematicamente pela guerra. Os filmes feitos após a guerra tinham o tema comum de regressar ao palco bélico e retratar o trauma nas sociedades posteriores ao conflito.
Muitos filmes, como o experimental Era uma vez em Beirut de Jocelyne Saab, examinavam a destruição deixada pelo conflito bélico. Hors a Vie de Maroun Baghdadi ganhou o Prémio do Júri em Cannes em 1991. Outras produções como Histoire d'um retoure de Jean-Claude Codsi utilizaram a temática de regressar ao país após anos de exílio e guerra. Em 1994 o filme de Codsi ganhou o Prémio do Júri no Festival Internacional du filme Francophone, na Bélgica.
Apesar de muitos filmes produzidos na década de 90 terem tido sucesso em festivais internacionais, os espectadores libaneses não se sentiam muito atraídos pelos filmes de corte bélico. Uma excepção foi West Beirut (1998), filme que se converteu num sucesso local e internacional. Não só foi o primeiro filme libanês como também foi o primeiro filme em árabe que teve a sua estreia nos Estados Unidos. O filme, que recebeu atenção mundial, foi a primeira produção libanesa que a geração do pós-guerra no Líbano realmente viu nos cinemas e marcou o começo de uma nova era na cinematografia do país asiático, à qual a historiadora Lina Khatib se refere como «um renascimento».

### Século XXI
Relativamente às temáticas, uma mistura de problemas locais e de estética ocidental caracterizou este período da cinematografia libanesa. As produções do começo do novo milénio conseguiram um atractivo nacional em que não só muitos filmes tiveram um sucesso comercial como se evidência nas vendas em bilheteira de Bosta, Caramel, Stray Bullet e Onde vamos agora?, mas também puderam competir com produções norte-americanas. O financiamento continuou a depender de organizações europeias, como a Fonds Sud Cinéma e a Organisation Internationale da Francophonie, ambas francesas. Bosta, de Philippe Aractingi, é uma dos poucos filmes que foi completamente financiado com meios locais.